# Philemon (Bibel)
Philemon (griech.-latein. = „der Freundliche“) ist eine Person der Bibel, an die der im Neuen Testament erhaltene Philemonbrief des Apostels Paulus gerichtet ist. Philemon wurde wahrscheinlich von Paulus zum Christentum bekehrt (Phlm 19) und hat ihn anschließend bei dessen Missionsarbeit unterstützt (Phlm 1).
Der Legende nach wurde Philemon später Bischof seiner Heimatstadt Kolossai. Ihm wird ein Martyrium unter Kaiser Nero zugeschrieben, das er gemeinsam mit Apphia, Archippos und Onesimus in Kolossai erlitten haben soll. Auf Befehl des Statthalters Artokles soll er dabei mit Ruten geschlagen und dann, bis zur Hüfte eingegraben, gesteinigt worden sein.

## Gedenktage
- evangelisch: 15. Februar im Kalender der Lutherischen Kirche - Missouri-Synode
- römisch-katholisch: 22. November
- orthodox: 6. Juli, 4. Januar, 19. Februar, 22. November
- armenisch: 5. Juni, 22. November
- koptisch: 19. Februar